# Cathy Melain
Catherine Melain (née le 19 mai 1974 à Rennes), plus communément appelée Cathy Melain, est une joueuse de basket-ball française qui a mis fin à sa carrière de joueuse en 2009. Elle est double championne d'Europe avec l'Équipe de France, en 2001 et 2009. Avec son club de Bourges, elle remporte à trois reprises la compétition de clubs la plus importante en Europe, l'Euroligue.

## Biographie

### Les débuts
Fille unique, elle pratique d'abord le judo, mais, en raison de sa taille, elle se voit opposer à des filles ou des femmes plus âgées et plus fortes qu'elle, ce qui la démotive de ce sport. Elle découvre par hasard le basket-ball et rejoint le club de sa commune, le SC Le Rheu. Après un déménagement, elle rejoint l'Avenir de Rennes. Désormais passionnée, elle rejoint un sport-études. Avec son club de Rennes, elle est rapidement surclassée pour évoluer avec l'équipe sénior qui évolue en Nationale 2, équipe alors dirigée par Hervé Coudray.
Elle rejoint ensuite l'INSEP: les autres filles sont Nathalie Lesdema, Laure Savasta, Audrey Sauret, Sandra Le Dréan, Nicole Antibe. Ces filles, qui forment l'ossature de l'équipe de France quelques années plus tard, remportent ensemble un premier titre avec le championnat de France de Nationale 2 en 1992.

### Carrière en club
Après l'INSEP, elle rejoint le Tarbes Gespe Bigorre pour la saison 1993-1994. Le club termine à la troisième place du championnat de France et termine sa carrière européenne en demi-finale de la Coupe Ronchetti, compétition où elle contribue à hauteur de 6,8 points, 2,4 rebonds et 1,3 passe par rencontre. Elle signe ensuite pour le club d'ASPTT Aix-en-Provence où elle joue pendant une saison.
Elle rejoint le nouveau champion de France en titre, le club de Bourges, entraîné par Vadim Kapranov et dirigée sur le terrain par Yannick Souvré. Le club, pour sa première participation en Coupe des clubs champions, atteint le Final Four. Lors de cette compétition, les statistiques de Melain sont de 6,9 points, 3,2 rebonds, 1,4 passe. Sur la scène nationale, Bourges remporte le championnat de France et le tournoi de la Fédération.
La saison suivante, le club berruyer confirme son bon niveau européen en atteignant de nouveau le Final Four de l'Euroligue. Lors de celui-ci, les joueuses de Bourges sont privées de leur entraîneur, Kapranov, en raison du décès de sa fille. Sous la direction de son adjoint Olivier Hirsch, la demi-finale face aux italiennes de Côme est remportée sur le score de 68 à 58 avant que les Allemandes de Wupperthal cèdent devant les Berruyères par 71 à 52. Lors de cette rencontre, Cathy Melain contribue à hauteur de 18 points en 34 minutes, à 6 sur 11 aux tirs, et 5 rebonds. Elle est la deuxième marqueuse de son équipe derrière Isabelle Fijalkowski qui marque 24 points. Elle remporte également son deuxième titre de championne de France, 71 à 59 lors de la manche décisive face à Valenciennes.
Pour la troisième saison consécutive, Bourges dispute le Final Four en Euroligue. Celui-ci se déroule dans la salle du Prado à Bourges. L'opposition face au rival français de Valenciennes voit les Berruyères l'emporter sur le score de 69 à 48. En finale, Bourges rencontre la meilleure attaque de la compétition, le club espagnol de Getafe Madrid, dont le jeu repose en grande partie sur les 2,13 m de la Polonaise Małgorzata Dydek. Grâce à la future MVP du Final Four Anna Kotocova, Bourges remporte son deuxième titre consécutif sur le score de 76 à 64. Bourges remporte de nouveau le championnat de France, face à Valenciennes 51 à 38, mais laisse la victoire à ce même adversaire lors du tournoi de la Fédération sur le score de 59 à 57. Sur le plan individuel, Melain termine MVP du All Star Game français.
Pour la première saison de la Ligue féminine de basket, en 1998-1999, la finale voit Bourges l'emporter face à Valenciennes-Orchies par deux victoires à une, 87 à 52 lors de la rencontre décisive. Cathy Melain, avec 15,1 points de moyenne, est nommée MVP de la compétition. Plus tôt dans la saison, les Berruyères ont également remporté le tournoi de la Fédération, face à Aix-en-Provence sur le score de 54 à 42. Sur la scène européenne, Bourges échoue en quart de finale face aux futures vainqueures de la compétition, les joueuses de Ružomberok avec une défaite 65 à 58 lors de la rencontre décisive.
C'est ce dernier club de Ruzomberok, en l'emportant 67 à 64, qui prive Melain et ses coéquipières d'un troisième titre en Euroligue lors de la finale 2000, après que les Berruyères ont éliminé les Russes du Dynamo Moscou sur le score de 58 à 55 en demi-finale. Le titre européen se décide après deux prolongations. Lors de cette rencontre, Cathy Melain dispute 48 des 50 minutes de la rencontre, marque 24 points à 7 sur 11 et capte 5 rebonds. Elle est également élue meilleure joueuse du Final Four de la compétition. Comme lors de la saison précédente, Bourges remporte le tournoi de la Fédération et le championnat de France (deux victoires à zéro, 65 à 60 après prolongation et 62 à 57), Melain remportant son deuxième titre consécutif de meilleure joueuse de la LFB.
La compétition entre les deux clubs phares du basket-ball féminin français, Bourges et Valenciennes, franchit une nouvelle étape lors de la saison 2000-2001. Les deux clubs se retrouvent en finale de l'Euroligue 2001 lors du Final Four de Messine, après avoir éliminé respectivement Pecs et Brno en demi-finales. Après un début de rencontre dominé par Valenciennes, puis un écart de +10 en faveur de Bourges à la 24e minute, les deux équipes sont au coude à coude lors des dix dernières minutes de la rencontre. C'est finalement Melain qui va emporter la décision pour son équipe: après une égalisation de l'USVO, elle reçoit la balle sur la remise en jeu, traverse le terrain et va déposer le ballon. Elle termine meilleure marqueuse de son équipe avec 18 points à 5 sur 13, captant 3 rebonds. Quelques semaines plus tard, Valenciennes prend sa revanche en finale du championnat, l'emportant deux victoires à zéro, 63 à 62 puis 81 à 71 après prolongation. Pour la troisième saison consécutive, Cathy Melain est désignée meilleure joueuse de la LFB.
La saison suivante, Bourges échoue en quart de finale de l'Euroligue 2002 face au club italien de Parme (défaite 66 à 58 et 72 à 57), l'USVO lui succédant au palmarès de la compétition. Pour la septième saison consécutive, la finale oppose les deux clubs. C'est de nouveau Valenciennes qui remporte le titre, 77 à 51 puis 72 à 62. Lors des deux autres compétitions nationales, la Coupe de France et le tournoi de la Fédération, c'est de nouveau Valenciennes qui empêche son adversaire de remporter un titre, à chaque fois en finale et sur les scores respectifs 73 à 70 et 77 à 56.
La saison 2003 est également vierge de titre. De plus, pour la première fois depuis 1994, Bourges ne parvient pas en finale du championnat. C'est également le cas lors des deux autres compétitions nationales. En Euroligue 2003, le club de Bourges atteint le Final Four, qu'il accueille pour la seconde fois de son histoire. Lors de la demi-finale qui l'oppose à Valenciennes, les « tangos », handicapées par les blessures de Souvré et Alicia Poto et les forfaits de Slobodanka Tuvić et Vedrana Grgin-Fonseca, perdent la rencontre 89 à 57. Le titre est finalement remporté par les russes d'UMMC Iekaterinbourg.
Cette saison est la dernière de Souvré. Cathy Melain, après un Final Four raté et une entorse, se lance un nouveau défi et décide de relancer sa carrière en rejoignant un championnat étranger, l'Italie, dans le club de Reyer Venise. Elle y découvre un nouveau rôle, celui de l'étrangère sur lequel repose la responsabilité du jeu. Pour sa première saison, le club termine à la quatrième place du championnat, dispute la finale de la Coupe d'Italie. Elle contribue à ce que son club retrouve la coupe d'Europe, la FIBA Europe Cup, lors de la saison 2004-2005 où elle apporte 13 points et 6,6 rebonds.
Après deux saisons, elle retrouve son ancien club de Bourges. Ce retour dans une équipe désormais dirigée par Pierre Vincent se concrétise par trois titres nationaux, victoires 61 à 56 en coupe de France, 72 à 65 en tournoi de la Fédération et deux victoires à une (68 à 56, 66 à 85 et 71 à 58), trois titres au détriment de Valenciennes. Sur la scène européenne, Bourges échoue en quarts de finale lors du match décisif, disputé à Bourges, face à Brno sur le score de 70 à 69. Durant cette saison, elle obtient un titre de meilleure joueuse de la semaine en Euroligue (Player of the week) pour une performance de 20 points à 5 sur 6 à 3 points, 5 rebonds, 4 passes lors d'une victoire 75 à 65 contre Brno.
Pour la saison 2006-2007, Bourges remporte le tournoi de la Fédération 71 à 67 après prolongation mais échoue en coupe de France 72 à 51 et en championnat, deux victoires à zéro, les trois compétitions opposant comme souvent Bourges à Valenciennes. Bourges retrouve un Final Four d'Euroligue 2007. Les Berruyères échouent face aux Espagnoles de Ros Casares Valence en demi-finale 73 à 59.
Cathy Melain enrichit son palmarès de trois nouveaux titres en 2008, avec les victoires en Coupe de France 63 à 51 face à Villeneuve-d'Ascq (Melain, avec 11 points, termine MVP de la rencontre.), au tournoi de la Fédération 58 à 45 face à Valenciennes deux victoires à zéro face à Montpellier en championnat de France. Pour la deuxième saison consécutive, les Berruyères échouent en demi-finale de l'Euroligue 2008, face à Brno 90 à 81 après prolongation.
La saison 2008-2009 est la dernière de la carrière de joueuse de Cathy Melain. la FIBA Europe décide de l'honorer en la sélectionnant dans l'équipe d'Europe lors du All Star Game de l'Euroligue 2009, disputé à Paris. Lors de l'Euroligue, Bourges termine en quart de finale, battu par les Hongroises de Sopron. Bourges remporte le championnat face à Tarbes en deux manches. Puis, Melain dispute et remporte son dernier match sous le maillot des tangos en finale de la coupe de France, toujours face aux Tarbaises, sur le score de 68 à 63. Cette finale voit le départ à la retraite de Melain et le départ de Céline Dumerc, l'autre joueuse majeure du club, en Russie.

### Équipe de France
Ses premiers pas sous le maillot bleu se situent en 1991 où elle évolue en équipe de France Cadettes, terminant à la huitième place du championnat d'Europe. La saison suivante, elle rejoint naturellement l'équipe de France junior, terminant à la quatrième place du championnat d'Europe junor disputé en Grèce, puis la saison suivante, à la sixième place du championnat du monde féminin.
Alors qu'elle vient de terminer sa saison avec l'INSEP, elle rejoint l'Équipe de France en 1994, équipe qui, grâce à la médaille d'argent obtenue lors du championnat d'Europe 1993, se rend au mondial 1994 disputé à Adélaïde en Australie. La France, en raison de deux défaites lors du premier tour face à Cuba et au Canada, termine à la neuvième place.
La saison suivante, la France est sérieusement rajeunie pour le championnat d'Europe de Brno en raison de blessures, retraites ou forfait pour convenances personnelles. La France termine la compétition aux places de 10-14 et doit rejoindre le groupe B européen. Malgré l'avantage de disputer un Challenge round à domicile en 1996, la France ne parvient à se qualifier pour le prochain championnat d'Europe, ce qui la prive également automatiquement du mondial 1998.
La France, désormais dirigée par Alain Jardel retrouve le meilleur niveau européen en se qualifiant lors d'un Challenge round disputé en Israël. Le championnat d'Europe de 1999 se déroule Pologne. La France réalise un premier exploit en se qualifiant pour les prochains jeux olympiques de Sydney grâce à sa victoire en quart de finale face à la Yougoslavie sur le score de 64 à 58. La qualification obtenue, les Françaises éliminent la Slovaquie 66 à 39 avant d'échouer en finale face aux Polonaises, menées par Małgorzata Dydek, sur le score de 59 à 56. Lors de cette rencontre, Melain termine avec 12 points. Elle termine la compétition sur un bilan de 10,9 points, 4,6 rebonds et 3,0 passes.
L'année suivante, la France remporte ses quatre premières rencontres de poule lors des jeux Olympiques de Sydney, face au Sénégal, Slovaquie, Canada et Brésil, avant de perdre face aux « Opals » Australiennes qui évoluent à domicile sur le score de 62 à 69. Les Françaises se voient opposer la Corée du Sud en quart de finale. Le jeu atypique de celle-ci, basé sur la vitesse et l'adresse à trois points déstabilise les Françaises qui s'inclinent 59 à 68, malgré les 21 points et 11 rebonds de Melain,. La France remporte ensuite sa rencontre contre la Russie, avec 13 points, 5 rebonds et 4 passes décisives de Cathy Melain, ce qui lui offre la cinquième place du tournoi. Sur l'ensemble de la compétition, les statistiques de Cathy Melain sont de 14,9 points, 6,0 rebonds et 3,1 passes.
Le championnat d'Europe 2001 se dispute en France. À ce titre, et en raison de ses derniers résultats, deuxième en 1999 et meilleure nation européenne aux jeux de Sydney, la France figure parmi les favorites pour le titre. La France enchaîne les victoires lors de la phase de la compétition. La Lituanie ne pèse pas lourd en demi-finale, battue 75 à 44. La France se voit opposer aux Russes, dirigées par l'ancien entraîneur de Bourges, Vadim Kapranov, et dont une des joueuses Ilona Korstine, appartient également à ce dernier club, un des deux clubs, avec Valenciennes, qui procurent le plus de joueuses à l'équipe de France. Après un premier quart temps terminé à 18 partout, la France fait un premier écart lors du second quart, atteignant la mi-temps avec sept points d'avance. La Russie refait son retard en troisième quart temps, mais la France grâce à une très bonne gestion de la balle, parvient à s'imposer sur le score de 73 à 68. Cathy Melain apporte 17 points à son équipe, dont un deux sur deux à trois points. Sur l'ensemble de la compétition, elle marque 12 points, capte 5,3 rebonds et donne 4 passes pour 28 minutes disputées. Cathy Melain est également nommée meilleure joueuse de la compétition.
Le titre de championne d'Europe donne accès au mondial 2002 disputé en Chine. La capitaine Yannick Souvré se blesse du début de la compétition, laissant ses coéquipières remporter ses premières rencontres, face à Cuba, la Tunisie, la Corée du Sud et la Lituanie. Après deux défaites face à Russie et les États-Unis, la France affronte l'Australie en quart de finale. Battue sur le score de 87 à 52, elle connait ensuite deux nouvelles défaites en match de classement, face à l'Espagne et au Brésil pour terminer à la huitième place.
Cathy Melain prend la succession de Souvré dans le rôle de capitaine. Sa première compétition dans ce rôle se déroule en Grèce, lors du championnat d'Europe 2003. Les Françaises sont battues par la Russie en quart de finale sur le score de 79 à 66, puis remporte ensuite ses deux matchs de classement pour terminer à la cinquième place. Cathy Melain, en plus de capitanat, ajoute 13,6 points, 5,0 rebonds et 4,8 passes en 35 minutes. Cependant, seules les trois premières places offrent accès aux jeux Olympiques d'Athènes.
Pour le championnat d'Europe 2005, la France retrouve la Russie, comme en 2003, en quart de finale, et subit une nouvelle défaite 70 à 57. Elle remporte ensuite les rencontres face à la Pologne puis la Lettonie qui lui donne la cinquième place. Melain apporte 13 points, 6,6 rebonds et 3,6 passes.
Elle décide ensuite de mettre un terme à sa carrière internationale.
En 2009, le sélectionneur de l'équipe de France, Pierre Vincent, qui est aussi son entraîneur dans son club, la convainc de retrouver le maillot bleu pour un dernier défi. Il justifie ce choix pour aider un groupe jeune et richement doté à l'intérieur: « À l'extérieur, on est un peu plus juste et c'est pour cela que j'ai demandé à Cathy de nous filer un coup de main. Nous sommes vraiment limités dans le temps. La campagne est très courte. Cathy intègre et comprend très vite les choses, donc c'est la joueuse idéale pour ça. Je ne lui aurais pas demandé de subir une longue préparation d'un mois et demi ». Bien que n'étant pas l'arme offensive principale de la sélection, rôle désormais assuré par Sandrine Gruda et la meneuse Céline Dumerc, elle apporte toujours sa défense et son sens de jeu. Elle est plus particulièrement présente lors de la rencontre couperet qui peut apporter la qualification pour le prochain mondial face à la Grèce. Le match, crispé et toujours mené par les Grecques, est remporté 59 à 49 sur un dernier panier à trois points de Florence Lepron. Les statistiques de Melain, 4 points à 2 sur 5, 5 rebonds et 5 passes, ne reflètent qu'imparfaitement son importance. Melain répond ainsi à l'attente de son entraîneur en octroyant la qualification à son équipe, objectif affiché de l'équipe de France. La France se qualifie ensuite pour la finale en battant une deuxième fois dans la compétition la Biélorussie sur le score de 64 à 56. La finale oppose les Françaises aux Russes, dans un remake de la finale du championnat d'Europe 2001. La France mène toute la rencontre et remporte son deuxième titre européen sur le score de 57 à 53. Pour sa dernière rencontre, elle marque 2 points à 50 % de réussite, capte 6 rebonds et délivre 4 passes en 28 minutes. Sur l'ensemble de la compétition, elle
réalise 2,4 points, 4,3 rebonds et 3,1 passes.

## Personnalité et style de jeu

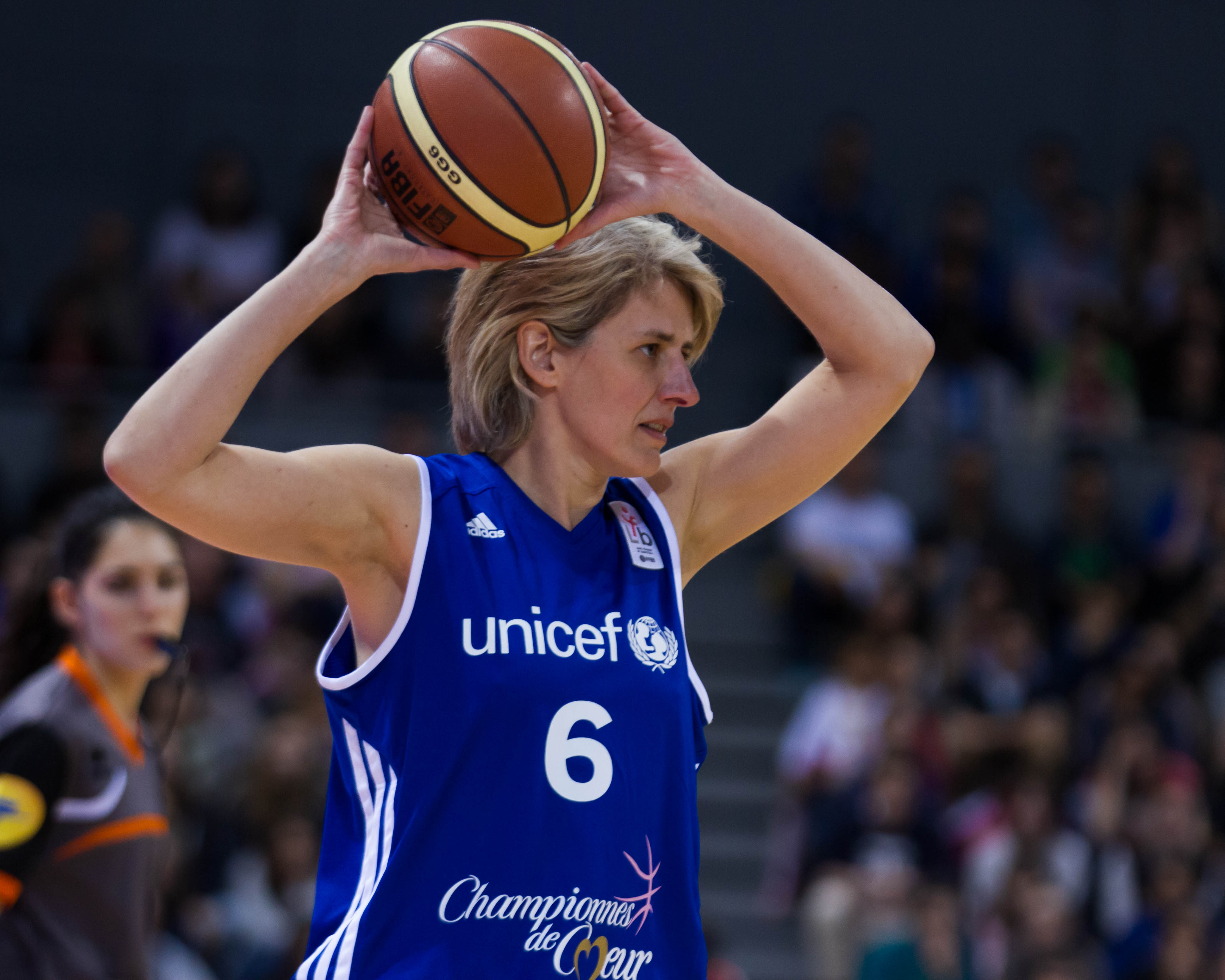
Cathy Melain, lors du match de gala championnes de cœur.

Cathy Melain est une joueuse qui privilégie le collectif sur l'individuel. Elle correspond ainsi parfaitement à l'idée du basket-ball que préconise le sélectionneur national Alain Jardel qui s'est appuyé sur une défense rigoureuse. En 2001, à la suite de la victoire au championnat d'Europe où elle termine avec le titre de MVP, il la définit comme une « joueuse incontournable, .. Parfois elle est même altruiste, veut faire l'extraballe de plus ». Sur le plan défensif, elle contribue de plusieurs manières à l'objectif de son équipe : elle est une excellente interceptrice, mais qualité plus rare pour une arrière-ailière, elle est également une excellente contreuse, comme le prouvent ses statistiques de la saison 2001-2002 où elle termine troisième meilleure interceptrice avec 2,47 et première de la catégorie du contre, avec 1,23. Elle n'hésite pas à aller aider ses coéquipières de l'intérieur lors des rebonds.
Sa coéquipière à Bourges et en équipe de France, Yannick Souvré la définit comme : « .. un fort caractère mais c'est quelqu'un de très discret, qui aime être appréciée mais pas remarquée. Sa timidité peut faire penser à de l'arrogance mais c'est un roc qui cache une extrême sensibilité ».
Malgré ses qualités de discrétion, elle a su attirer la reconnaissance du monde du basket-ball : elle est nommée MVP lors du Final Four de l'Euroligue 2000, année où elle est également récompensée du titre de joueuse de l'année par le journal italien La Gazzetta dello Sport. Elle remporte également le titre de MVP lors du championnat d'Europe 2001. En France, elle obtient ce titre trois années consécutives, de 1999, à 2001. En 2009, la FIBA Europe honore celle qu'elle considère comme l'une des meilleures joueuses européennes par une nomination dans la sélection européenne lors du All Star Game de l'Euroligue 2009.

## Entraîneuse

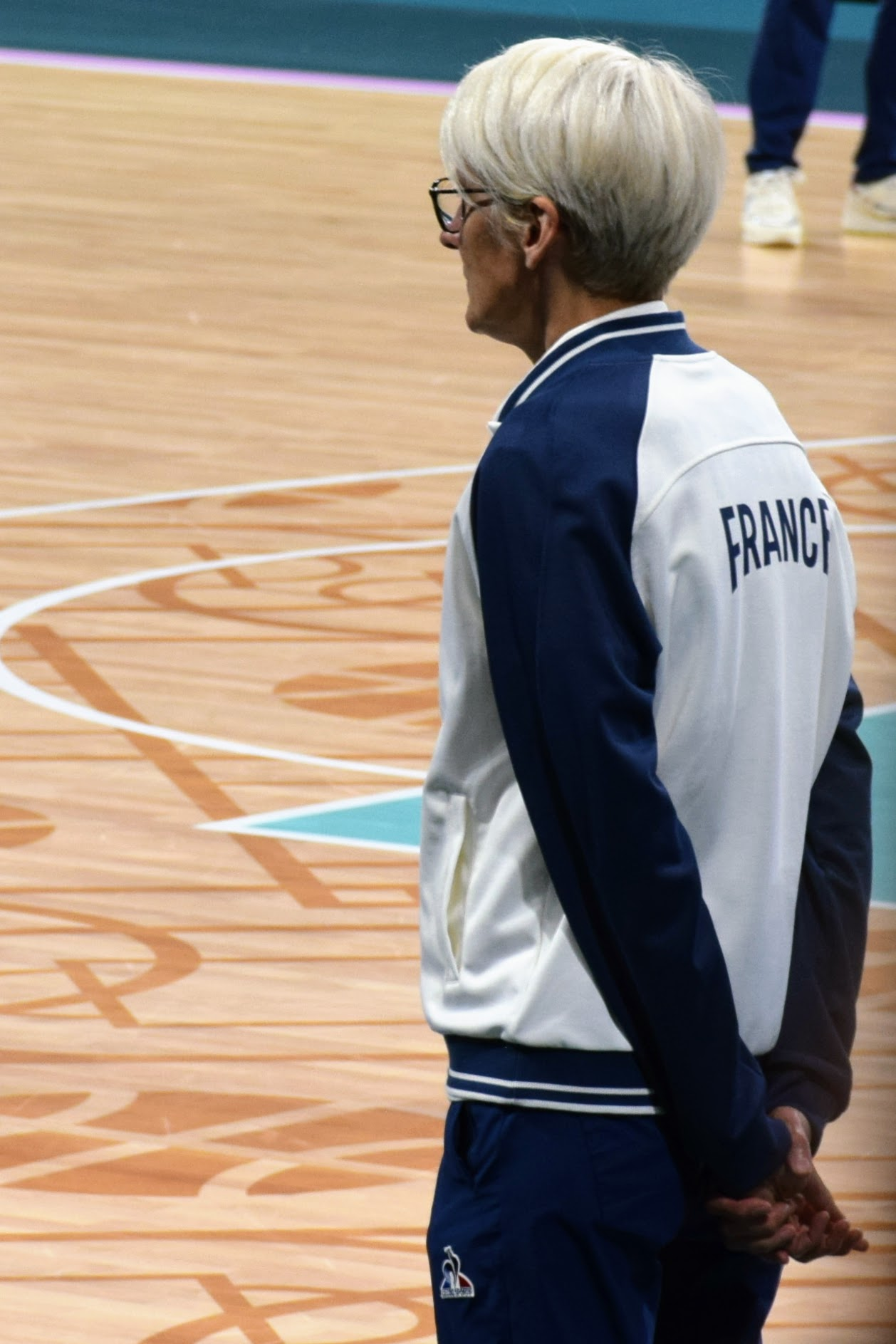
Cathy Melain avec la tenue de l’encadrement de l’équipe de France, à l’échauffement du match entre l’Australie et la France, lors des Jeux olympiques 2024.

Désireuse de rester dans le monde basket-ball, elle débute sa reconversion au sein de la direction nationale en occupant un poste d'entraîneur assistant de l'équipe de France cadettes en 2008, équipe dirigée par Arnaud Guppillotte et qui remporte la médaille de bronze lors du championnat d'Europe disputé à Katowice en Pologne. Elle occupe de nouveau le poste l'année suivante où les Françaises remportent de nouveau une médaille de bronze.
À l'été 2011, elle rejoint Bourges comme responsable technique du centre de formation.
Au printemps 2017, elle s'engage pour la première fois avec un club, Basket Landes : « L'équipe dirigeante m'a contactée pour me faire cette proposition. J'ai été très surprise. […] Basket Landes m'a offert une belle opportunité. Le genre que je ne suis pas sûre de recevoir plus tard ». Avec Julie Barennes pour assistante, elle succède à Olivier Lafargue. Après deux saisons dans les Landes, elle donne la priorité à ses engagements avec l’État et cède sa place à son assistante Julie Barennes.
En octobre 2021, elle devient entraîneuse assistante de l’Équipe de France féminine aux côtés de Jean-Aimé Toupane.

## Carrière
| Saisons   | Équipe                 | Pays   |
|           | Sporting Club Le Rheu  | France |
| 1984-1989 | Avenir de Rennes (NF2) | France |
| 1990-1993 | INSEP (NF1B)           | France |
| 1993-1994 | Tarbes GB              | France |
| 1994-1995 | ASPTT Aix-en-Provence  | France |
| 1995-2003 | CJM Bourges            | France |
| 2003-2005 | Reyer Venise-Mestre    | Italie |
| 2005-2009 | CJM Bourges            | France |

## Palmarès

### Sélection nationale
Cathy Melain est l'une des joueuses françaises les plus titrées sous le maillot de l'Équipe de France.
- Championnat d'Europe de basket-ball féminin
  -  Championne d’Europe 2009 à Rīga (Lettonie);
  -  Championne d’Europe 2001 au Mans (France);
  -  Vice-championne d’Europe 1999 en Pologne;
- Autres compétitions
  -  Jeux de la francophonie 1994;
  -  Finaliste des Goodwill Games 1994;
  -  Jeux méditerranéens de 1997 (Languedoc-Roussillon);
  - 5e aux Jeux Olympiques de Sydney 2000.

Au total, elle compte 241 sélections en équipe de France (4e rang), entre le 28 décembre 1993 face à l’Allemagne et le 20 juin 2009 contre la Russie.

### Club
Le palmarès de Cathy Melain dans des compétitions nationales est :
- Championne de France : 1996, 1997, 1998, 1999, 2000, 2006, 2008, 2009;
  - Finaliste Championne de France : 2001, 2002, 2007;
- Championne de France de 2e division avec l'INSEP : 1992;
- Tournoi de la Fédération : 1996, 1999, 2000, 2001, 2006, 2007, 2008;
- Coupe de France : 2006, 2008, 2009;
- Meilleure joueuse française de la saison : 1998-1999, 1999-00, 2000-01.

Le palmarès de Cathy Melain dans des compétitions internationales est :
- 3 fois Championne d'Europe Euroligue : 1997, 1998, 2001;
  - Vice-Championne d'Europe Euroligue : 2000;
- Meilleure joueuse du Final Four 2000 de l'Euroligue.

## Distinctions

### Distinctions personnelles
- Meilleure joueuse française des championnats de France 1998-1999, 1999-2000 et 2000-2001[34]
- Coq d'Or de la Fédération française de basket-ball : 2009.
- Chevalier de l'ordre national du Mérite en 2023[35]

## Statistiques

### Statistiques personnelles en LFB
| Saison Club       | M  | Min   | 2Pts | 2Pts | 2Pts | 2Pts int. | 2Pts int. | 2Pts int. | 2Pts Ext. | 2Pts Ext. | 2Pts Ext. | 3Pts | 3Pts | 3Pts | LF  | LF  | LF   | Rebonds | Rebonds | Rebonds | Rebonds | F   | Fp  | C   | PD  | Int | BP  | Eva   | Pts | Pts  |
| Saison Club       | M  | Mo    | R    | T    | %    | R         | T         | %         | R         | T         | %         | R    | T    | %    | R   | T   | %    | Ro      | Rd      | Rt      | Mo      | F   | Fp  | C   | PD  | Int | BP  | Mo    | Tot | Mo   |
| 2008-2009 Bourges | 28 |       | 49   | 116  | 42,2 |           |           |           |           |           |           | 25   | 79   | 31,6 | 22  | 34  | 64,7 |         |         |         |         |     |     |     |     |     |     |       |     | 7,0  |
| 2007-2008 Bourges | 30 |       | 40   | 92   | 43,5 |           |           |           |           |           |           | 19   | 68   | 27,9 | 31  | 45  | 68,9 |         |         |         |         |     |     |     |     |     |     |       |     | 5,6  |
| 2006-2007 Bourges | 32 |       | 78   | 178  | 43,8 |           |           |           |           |           |           | 39   | 129  | 30,2 | 48  | 69  | 69,6 |         |         |         |         |     |     |     |     |     |     |       |     | 10,0 |
| 2005-2006 Bourges | 32 |       | 91   | 173  | 52,6 |           |           |           |           |           |           | 28   | 93   | 30,1 | 13  | 35  | 75,2 |         |         |         |         |     |     |     |     |     |     |       |     | 10,8 |
| 2002-2003 Bourges | 26 | 32:40 | 80   | 174  | 46.0 | 70        | 133       | 52.6      | 10        | 41        | 24.4      | 25   | 80   | 31.3 | 93  | 108 | 86.1 | 16      | 107     | 123     | 4.7     | 1.3 | 4.7 | 0.7 | 3.4 | 2.3 | 2.3 | 12.8  | 328 | 12.6 |
| 2001-2002 Bourges | 29 | 35    | 107  | 295  | 36   | -         | -         | -         | -         | -         | -         | 35   | 104  | 33   | 138 | 169 | 81   | 32      | 139     | 171     | 5       | -   | -   | 32  | 130 | 68  | 70  | 17    | 387 | 13   |
| 2000-2001 Bourges | 28 | 33.5  | 143  | 331  | 43.2 | -         | -         | -         | -         | -         | -         | 36   | 111  | 32.4 | 107 | 126 | 84.9 | 30      | 114     | 144     | 5.1     | -   | -   | 22  | 123 | 61  | 76  | 17.71 | 429 | 15.3 |
| 1999-2000 Bourges | 28 | 35.8  | 153  | 305  | 50.2 | -         | -         | -         | -         | -         | -         | 30   | 76   | 39.5 | 83  | 104 | 79.8 | 41      | 115     | 156     | 5.6     | -   | -   | 22  | 82  | 67  | 49  | 18.71 | 419 | 15   |
| 1998-1999 Bourges | 25 | 33.9  | 137  | 278  | 49.3 | -         | -         | -         | -         | -         | -         | 20   | 55   | 36.4 | 83  | 109 | 76.1 | 31      | 76      | 107     | 4.3     | -   | -   | 17  | 77  | 57  | 48  | 16.8  | 377 | 15.1 |

### Statistiques en coupes européennes
| saison                              | M  | Min  | 2pts   | 2pts | 3pts  | 3pts | LF    | LF   | Rebonds | Rebonds | Rebonds | Pd  | F   | Bp  | Int | C   | Points | Points |
| saison                              | M  | Min  | R/T    | %    | R/T   | %    | R/T   | %    | O       | D       | T       | Pd  | F   | Bp  | Int | C   | T      | Moy.   |
| ----------------------------------- | -- | ---- | ------ | ---- | ----- | ---- | ----- | ---- | ------- | ------- | ------- | --- | --- | --- | --- | --- | ------ | ------ |
| Euroligue 2008-2009                 | 15 | 29,1 | 21/65  | 32,3 | 10/40 | 25,0 | 21/28 | 75,0 | 0,7     | 4,7     | 5,4     | 3,7 | 1,5 | 2,7 | 1,5 | 0,6 | 93     | 6,2    |
| Euroligue 2007-2008                 | 16 | 25,0 | 24/53  | 45,3 | 6/30  | 20,0 | 23/29 | 79,3 | 1,0     | 2,9     | 3,9     | 2,4 | 1,6 | 1,9 | 1,2 | 0,6 | 89     | 5,6    |
| Euroligue 2006-2007                 | 16 | 33,4 | 24/92  | 26,1 | 20/56 | 35,7 | 23/31 | 74,2 | 1,1     | 3,6     | 4,6     | 2,9 | 1,9 | 2,2 | 1,5 | 0,6 | 131    | 8,2    |
| Euroligue 2005-2006                 | 15 | 30,5 | 41/81  | 50,6 | 12/34 | 35,3 | 22/43 | 51,2 | 1,3     | 3,8     | 5,1     | 2,6 | 1,5 | 2,9 | 1,2 | 0,5 | 140    | 9,3    |
| FIBA Europe Cup 2004-2005           | 10 | 33,0 | 33/64  | 51,6 | 12/38 | 31,6 | 28/35 | 80,0 | 0,6     | 6,0     | 6,6     | 3,6 | 2,1 | 3,4 | 3,2 | 0,6 | 130    | 13,0   |
| Euroligue 2002-2003                 | 18 | 33,4 | 40/105 | 38,1 | 11/56 | 19,6 | 72/87 | 82,8 | 0,7     | 4,9     | 5,6     | 2,8 | 1,6 | 2,7 | 3,1 | 0,7 | 185    | 10,3   |
| Euroligue 2001-2002                 | 16 | 35,4 | 54/123 | 43,9 | 13/47 | 27,7 | 66/84 | 78,6 | 1,2     | 4,5     | 5,7     | 3,9 | 1,9 | 3,8 | 2,9 | 0,9 | 213    | 13,3   |
| Euroligue 2000-2001                 | 17 | 35,5 | 56/137 | 40,9 | 19/51 | 37,3 | 59/76 | 77,6 | 0,6     | 4,0     | 4,6     | 3,1 | 2,2 | 3,1 | 2,8 | 0,8 | 228    | 13,4   |
| Euroligue 1999-2000                 | 19 | 37,4 | 87/173 | 50,3 | 14/27 | 51,9 | 58/78 | 74,4 | 1,4     | 3,6     | 5,0     | 2,1 | 2,2 | 2,6 | 1,9 | 0,5 | 274    | 14,4   |
| Euroligue 1998-1999                 | 16 | 34,5 | 62/134 | 46,3 | 7/33  | 21,2 | 46/66 | 69,7 | 1,4     | 2,9     | 4,3     | 2,3 | 2,1 | 2,5 | 2,8 | 0,0 | 191    | 11,9   |
| Euroligue 1997-1998                 | 19 | 35,0 | 63/117 | 53,8 | 8/29  | 27,6 | 40/52 | 76,9 | 1,4     | 2,6     | 4,1     | 2,0 | 1,6 | 2,4 | 2,1 | 0,0 | 190    | 10,0   |
| Euroligue 1996-1997                 | 18 | 32,3 | 57/112 | 50,9 | 7/31  | 22,6 | 47/58 | 81,0 | 1,3     | 3,3     | 4,6     | 3,2 | 1,6 | 1,9 | 1,7 | 0,0 | 182    | 10,1   |
| Coupe des clubs champions 1995-1996 | 13 | 23,4 | 30/56  | 53,6 | 5/12  | 41,7 | 15/19 | 78,9 | 0,7     | 2,5     | 3,2     | 1,4 | 1,1 | 1,5 | 0,8 | 0,0 | 90     | 6,9    |
| Coupe Ronchetti 1993-1994           | 12 | 21,1 | 26/47  | 55,3 | 5/14  | 35,7 | 14/16 | 87,5 | 0,5     | 1,9     | 2,4     | 1,3 | 1,4 | 1,3 | 1,1 | 0,0 | 18     | 6,8    |